# لیو شی‌نینگ
لیو شی‌نینگ (چینی ساده: 刘些宁؛ کره‌ای: 류셰닝؛ زادهٔ ۲۳ اکتبر ۱۹۸۶) همچنین با نام انگلیسی سالی لیو (Sally Liu) یا به سادگی سالی نیز شناخته می‌شود، بازیگر، خواننده و رقصنده اهل چین است. او عضو گروه دخترانه کره جنوبی گوگودان بود. پس از منحل شدن گروه او اکنون به عنوان بازیگر فعالیت می‌کند.